# 北京长城国家公园
北京长城国家公园是一个位于中国北京市延庆区的国家公园，范围包括八达岭国家级风景名胜区和十三陵国家级风景名胜区的延庆部分。该国家公园旨在有效保护当地的人文资源。